# Civildepartementet (1950–1998)
Civildepartementet var ett departement i Sveriges regeringskansli under åren 1950–1998. Det verkade dock under flera olika namn.

## Historik
Den 1 juli 1950 inrättades ett nytt civildepartement som fick till uppgift att hantera löneärenden, men som under årens lopp fick allt fler uppgifter att hantera. Ärendena som handlades rörde kyrkoärenden, kommuner, länsstyrelser, landsting, de statliga tjänstemännen, folkrörelserna, ungdoms- och konsumentfrågor och andra ärenden av inrikes civil karaktär som inte handlades av andra departement.
Departementet bytte den 1 januari 1974 namn till Kommundepartementet, men den 1 januari 1983 återfick det sitt gamla namn: Civildepartementet. Den 1 juli 1996 byttes namnet till Inrikesdepartementet, ett namn som det behöll till nedläggningen den 31 december 1998.

### Statsråd och chefer (civil-, kommun- och inrikesministrar)
- John Lingman        (s)  1950–1954
- Gunnar Lange        (s)  1954–1955
- Sigurd Lindholm     (s)  1955–1965
- Hans Gustafsson     (s)  1965–1969
- Svante Lundkvist    (s)  1969-1973
- Hans Gustafsson     (s)  1973
- Hans Gustafsson         (s)  1974–1976
- Johannes Antonsson  (c)  1976–1978
- Bertil Hansson      (fp) 1978–1979
- Karl Boo            (c)  1979–1982
- Bo Holmberg         (s)  1982
- Bo Holmberg             (s)  1983–1988
- Bengt K Å Johansson (s)  1988–1991
- Inger Davidsson     (kd) 1991–1994
- Marita Ulvskog      (s)  1994–1996
- Jörgen Andersson    (s)  1996–1998
- Lars Engquist       (s)  1998
- Lars-Erik Lövdén    (s)  1998

(Hans Gustafsson var civilminister fram till 1974 då Kommundepartementet inrättades och Bo Holmberg var kommunminister fram till 1983)